# قهوخانه عدال
قهوخانه عدال یک روستا در ایران است که در استان فارس واقع شده‌است.